# Pelayo Quintero Atauri
Pelayo Quintero y Atauri (Uclés, 26 de junio de 1867-Tetuán, 27 de octubre de 1946) fue un arqueólogo, pintor y escritor español.

## Biografía
Nació en la localidad conquense de Uclés a las cuatro menos cuarto de la tarde del 26 de junio de 1867. Fue bautizado, a los dos días de nacer, en la Iglesia de Santa María y San Andrés, y le pusieron por nombre: Pelayo, Silvestre, Agustín, Policarpo y Gregorio. Sus padres fueron: Agustín Quintero Molina, natural de Uclés, y Joaquina de Atauri Cabezón, natural de Logroño. 
Su padre fue gobernador de la provincia de Cuenca, y había realizado estudios de Derecho y Filosofía y Letras. Por el apellido Quintero, procede del cercano pueblo de Rozalén del Monte, donde aún hoy encontramos personas con ese apellido; en Uclés, sin embargo, prácticamente ha desaparecido. Por otro lado, el apellido Molina se remonta en Uclés varios siglos hacia atrás. Entre sus ascendientes se encuentra Santos González de Salcedo, abogado del Tribunal Eclesiástico de la Real Casa de Santiago de Uclés, que representó a la provincia en el Senado (1842), al cual se le recuerda como uno de los mejores alcaldes de la villa. 
Cursó la carrera de Derecho en Madrid, simultaneando estos estudios con los de Dibujo, en las Escuelas de Bellas Artes y de Artes y Oﬁcios. Posteriormente, estudiaría la carrera de Archivero Anticuario Bibliotecario (hoy Historia) y sería catedrático de la Escuela de Bellas Artes de Sevilla. 
El interés de Pelayo Quintero por la arqueología surge de la mano de su tío, Román García Soria, y lo facilita el ambiente cultural generado en Uclés con la llegada de la Compañía de Jesús de Toulouse, quienes al ser perseguidos en su país, fueron acogidos en el Convento de los Caballeros de Santiago de Uclés, en el año 1880.
Román García Soria, investigador de antigüedades (así denominado en documentos de la época), recupera (costeándose el mismo las excavaciones) y guarda cuantas piezas arqueológicas encuentra en su casa de la calle Baldosería, y propone al rector del Colegio de los Jesuitas, Arturo Calvet, la creación de un gran museo en el Convento de los Caballeros de Santiago. Allí traslada una lápida encontrada en el sitio que llaman Fuente Redonda, que las monjas dominicas tenían desde comienzos de siglo, empotrada en la tapia de la huerta, que daba a la calle de Trinidad, y que hoy sabemos que es el ara dedicada al dios Airón, junto con diversos objetos, como urnas cinerarias, encontradas a corta distancia de dicha Fuente donde se extiende una vasta necrópolis, en el paraje denominado Haza del Arca. 
El jesuita francés Edouard Capelle, considerado hoy en día como uno de los pioneros de la prehistoria conquense y, uno de los primeros en introducir y aplicar en estas tierras, una metodología arqueológica entendida como tal; el ya citado rector, Arturo Calvet, Francisco Sáenz España (también jesuita), y el alcalde y médico de Uclés, Álvaro Yastzembiec Yendrzeyowski (hijo de un noble polaco desterrado tras el alzamiento de 1830 contra Rusia), son los singulares personajes, que formaban un grupo de trabajo, que comienza a realizar estudios sobre arqueología, en Uclés y en el cerro de Cabeza de Griego. 
Todos ellos promueven la visita de Juan de Dios de la Rada y Delgado y Fidel Fita y Colomer, miembros de la Real Academia de la Historia (1888). Esto le valdrá a Román García Soria, para que ese mismo año sea reconocido como Académico en Uclés, anteriormente había sido nombrado encargado y custodio del nuevo Museo de Uclés, por la Comisión de Monumentos de Cuenca. Pelayo Quintero, se inició en la arqueología porque desde muy joven, acompañaba a su tío Román García Soria, y se encargaba de dibujar las piezas y los hallazgos encontrados. En el relato de la Excursión arqueológica a las ruinas de Cabeza de Griego de Juan de Dios de la Rada y Delgado, el 21 de septiembre de 1883, se dice: “Sirviónos de mucho para la copia de estas inscripciones y monumentos la pericia artística del distinguido joven D. Pelayo Quintero….”. La primera publicación que se conoce de Pelayo Quintero está fechada en 1889. Fue en la Revista de España bajo el título "Uclés arqueológico y artístico". Allí describe las excavaciones de Román García Soria en el Haza del Arca, en 1875, y en las ruinas del cerro de Cabeza de Griego, dando cuenta del descubrimiento de diversas lápidas. A este grupo se une posteriormente Mr. Thomson, súbdito inglés, y mecenas que sufragó las excavaciones de Pelayo Quintero Atauri cuando éste, ya en solitario, se hizo cargo de las excavaciones en Cabeza de Griego, el verano de 1892. Habían comenzado en julio, pararon durante el periodo de siega y se reanudaron el 23 de agosto, hasta que se acabó el dinero.
Más tarde, Pelayo Quintero descubre y explora la cueva prehistórica de Segóbriga, en septiembre de 1892. Las excavaciones comenzaron posteriormente, en octubre, bajo la dirección del padre Capelle, con Pelayo Quintero como ayudante, y sus ﬁeles colaboradores: el jesuita Francisco Sáenz España y el médico de Uclés Alvaro Yastzembiec de Yendrzeyowski. Capelle publica los trabajos y estudios a raíz de la intervención en la cueva. Los dibujos que ilustran las publicaciones los realiza Pelayo Quintero. Se asesora de un ingeniero de minas, arqueólogos, geólogos, un profesor de cristalografía, un paleontólogo, investigadores eminentes de la época, de tal forma que los datos aportados, permiten conocer la historia de la zona, la climatología, la conﬁguración física y geológica del terreno, la ﬂora y la fauna y otras cuestiones que hacen de estos trabajos, unos de los más completos e interesantes del momento. Con los hallazgos encontrados, Capelle montó un Museo Prehistórico en el convento de Uclés, donde ya existía el creado por García Soria, y allí permanecerán hasta que el colegio jesuita vuelve de nuevo a Toulouse, momento a partir del cual se pierde el rastro de las piezas. 
Tras la marcha de los jesuitas, rigieron el Colegio de Uclés los Padres Agustinos, con quienes Pelayo Quintero volvió a explorar la cueva en 1904, produciéndose nuevos hallazgos, que son narrados en el segundo volumen de su obra sobre Uclés, editado en 1913, donde amplía y rectiﬁca todo cuanto aconteció en la historia de la investigación de la cueva de Segóbriga. Hoy en día, algunas de las piezas encontradas en la cueva, pueden verse en el Museo de Cuenca y en el Parque Arqueológico de Segóbriga. Los trabajos fueron punteros para la época y su repercusión alcanzó difusión fuera de nuestras fronteras.  También Pelayo Quintero notiﬁcó el hallazgo de un miliario de Máximo en el Boletín de la Real Academia de la Historia, correspondiente a julio-septiembre de 1892 y, más tarde, da cuenta del hallazgo de otro en 1905. Su última excavación en Uclés fue en 1907 en el lugar que él describe de la siguiente forma: "en el cerro que comienza en la Mora Encantada y termina en las viñas de La Dehesa, hay una meseta formada por tierras de labor, situada sobre el atajo llamado Senda de la Palomas", donde encuentra material que él cree que procede del Neolítico. 
Al mismo tiempo su labor fuera de Uclés también era importante. Formó parte de una comisión encargada de realizar una bibliografía colombina, con motivo del III Centenario del Descubrimiento de América (1892); ejerció como profesor de dibujo en las Escuelas de Artes y Oﬁcios de Granada, Cádiz y Sevilla; y en 1904 se asentó en Cádiz, donde desempeñó los cargos de delegado de la Junta Superior de Excavaciones y Antigüedades, director de excavaciones en Cádiz, director del Museo Provincial de Bellas Artes, académico de número de la Academia de Bellas Artes, vocal de la Comisión de Monumentos y cónsul de Colombia. 
Además fue fundador y presidente de la Real Academia Hispano-Americana de Ciencias y Artes (1915-1939), principal organizador de las ﬁestas del Centenario de las Cortes, y participó en el diseño del pabellón de la provincia de Cádiz, con motivo de la Exposición Iberoamericana de Sevilla en 1929. Ya en Cádiz, Pelayo Quintero centró sus excavaciones en la necrópolis gaditana, tanto de la época fenicia como la púnica y la romana; recuperó gran número de joyas de oro de los ajuares funerarios de los hipogeos, además de abundantes restos de urnas, ánforas, ungüentarios y lucernas, llegando a establecer una tipología de enterramientos gaditanos. 
En 1939, al ﬁnalizar la guerra civil y con setenta y dos años de edad, se traslada al Protectorado de Marruecos, donde residirá hasta su muerte. Allí fue uno de los impulsores de la arqueología norteafricana, cuyo resultado fue la fundación en 1940 de un Museo Español en Tetuán, del que Pelayo Quintero fue director. Hay quienes hablan de un exilio intencionado en Marruecos. Sí se conoce la rivalidad que mantuvo con Martínez Santa Olalla, también investigador en el norte de África, por motivos no sólo profesionales sino también políticos. Al parecer, Pelayo Quintero era monárquico, y Martínez Santa Olalla, no compartía las mismas ideas políticas. 
A lo largo de su vida publicó gran número de artículos de arte e historia, que solía acompañar con sus ilustraciones, pues era un hombre preocupado por la divulgación de los conocimientos. En la Biblioteca Nacional se pueden encontrar medio centenar de títulos, entre libros, artículos de prensa y colaboraciones suyas. Sus trabajos siguieron publicándose después de su muerte, así en El Mundo Ilustrado se publicó un texto póstumo, en 1947. 
A partir de 1916, comienza la publicación de las memorias de las excavaciones en Cádiz sin interrupción hasta 1935. También publicó volúmenes divulgativos para escolares, además de ﬁgurar en la lista de redactores y colaboradores de la Enciclopedia Espasa, publicada en 1923. En el Diario de Cádiz, publicó la historia de la ciudad en distintas entregas (un volumen que posteriormente fue reeditado en 1977), que abarcan desde los orígenes de la ciudad hasta las Cortes de 1812. Su memoria y su labor perduran en Cádiz, pese al paso de tiempo; prueba de ello, es que en los últimos años, siguen apareciendo artículos, en la prensa escrita local y en los diarios digitales, que recuerdan a este ilustre ucleseño. En la Facultad de Filosofía y Letras de la Universidad de Cádiz, y concretamente en el departamento de Historia, Geografía y Filosofía, hay un grupo de investigación que lleva el nombre de Pelayo Quintero.
Probablemente gracias a su inﬂuencia, el poeta gaditano Rafael Soto Vergés escribió la farsa poética titulada El recovero de Uclés (Madrid, Escelicer, 1963). Se estrenó esta obra en Madrid, en el Teatro de Bellas Artes, el 5 de febrero de 1962, por el grupo titular de cámara de teatro, denominado Teatro del Candil dirigido por José Tamayo. La obra la sitúa en Uclés, en la época de la Guerra de la Independencia, en la plaza del mercado donde hay un muro almenado de tres metros de altura. La obra de teatro recupera un "viejo tema español: el antihéroe aborrecible, avaro, antisocial, castigado por un pueblo sano, brioso y épico, en un conﬂicto burlesco del que es parte, testigo y luego juez", tal y como se describe en el libreto de la obra. 
Un hecho anecdótico hace que se le recuerde con especial cariño. El 26 de septiembre de 1980, se realizaron unas obras en un solar donde años atrás se encontraba la vivienda de Pelayo Quintero en Cádiz, y apareció un sarcófago femenino del siglo V antes de Cristo. Este erudito, infatigable investigador y excavador de la necrópolis gaditana, había buscado desde la aparición de un sarcófago masculino datado hacia el año 400 a. C. (a ﬁnales del siglo XIX), un sarcófago femenino, éste datado hacia el año 470 a. C. y, sin saberlo, había vivido encima de una de las piezas más buscadas por él. 
En la novela Mercado de espejismos, del autor gaditano Felipe Benítez Reyes, premiada con el último Premio Nadal 2007, se cita esta anécdota que ﬁnaliza de esta manera: "Quintero y Atauri tuvo, en ﬁn, un sueño, pero nunca supo que dormía sobre ese sueño…. jamás se nos ocurre mirar la tierra que pisamos cada día de nuestra existencia, aunque la mayoría de las veces esa tierra pisoteada es el único tesoro accesible: un lugar insigniﬁcante en el universo". 
Sus restos descansan desde 1946 en un nicho sencillo, una tumba digna pero modesta, que curiosamente se conserva limpia en la ciudad de Tetuán.

## Homenajes

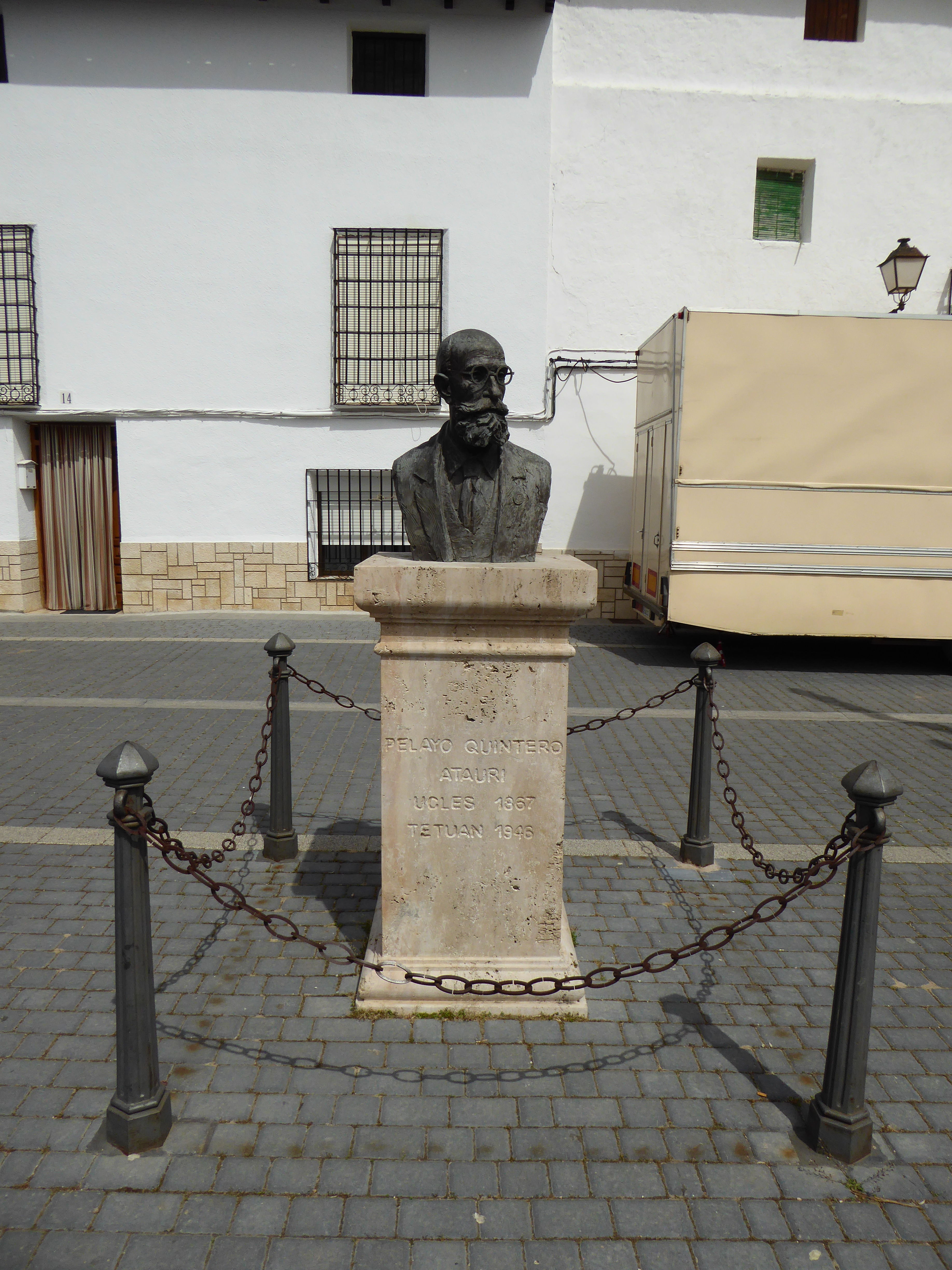
Monumento a Pelayo Quintero Atauri en Uclés

En Uclés, su localidad natal, en el año 1904 y con motivo de la publicación de la primera parte de su obra, es nombrado cronista de la villa, siendo alcalde Doroteo de Torres Morales. En 1925, bajo el mandato del alcalde Claro Jordán, se aprueba que la plaza principal lleve su nombre. Desde el 22 de enero de 2011, siendo alcaldesa Ana María Gálvez Bermejo, Pelayo Quintero tiene un busto en la plaza que lleva su nombre, realizado por el artista Suso Dorrego, de esa forma los ucleseños y visitantes podrán contemplar la imagen "del ucleseño" mirando al monasterio de Uclés y a su plaza, el que han definido en la prensa de Cádiz como "el hombre al que nunca el dieron las gracias", desde su pueblo se agradece su labor en pro de la arqueología.

## Obras
- Museo De Bellas Artes De Cádiz.
- Excavaciones En Tamuda. Memoria Resumen De Las Practicadas En 1945.
- Colección De Retratos Del Museo De Bellas Artes De Cádiz. 1919
- Historia de Cádiz; compendio de Noticias y sucesos más notables, referentes á la Isla Gaditana desde sus primeros pobladores hasta el siglo XIX. Cádiz, De Silva, 1928.
- Uclés, antigua residencia de la Orden de Santiago. Madrid, Fortanet, 1904. Facsímil: Tarancón, Ayuntamiento de Uclés, 2007.
- Sillas de coro. Noticia de las más notables que se conservan en España. Obra ilustrada con fotograbados Laporta y fototipias de Hauser y Menet y escrita por Pelayo Quintero. Madrid: Hauser y Menet, 1908.
- Sillerías de coro en las iglesias españolas [Cádiz, Rodríquez de Silva, 1928]
- Cádiz pintoresco: breve descripción de la provincia. Cádiz: Sociedad de Turismo, 1916.
- Cádiz. Primeros pobladores Cádiz, Impr. de M. Álvarez, 1917
- Colección de retratos del Museo de Bellas Artes de Cádiz [Cádiz]: M. Álvarez, 1919.
- Museo de Bellas artes de Cádiz: cuarenta y ocho ilustraciones con texto de Pelayo Quintero y de Atauri. Barcelona: Hijos de J. Thomas, [1940]
- Documentos inéditos y algunas noticias tomadas de sus archivos. Cádiz: Álvarez, 1915.
- Excavaciones efectuadas en distintas épocas y noticia de algunas antigüedades. Cádiz: Álvarez, 1913.
- Otra relación del saqueo e incendio de Cádiz por los ingleses en el año 1596 Cádiz [s.n.] 1911
- Museo Arqueológico de Tetuán: estudios varios sobre los principales objetos que se conservan en el museo Tetuán [Editorial Marruecos] 1942.
- Luis Tristán, defensa de la Plaza de Cádiz: notas artísticas Cádiz [s.n.] 1920
- Antolínez, pintor sevillano Madrid: Fortanet, 1904.
- Imitaciones y repeticiones de cuadros [Cádiz: Salvador Repeto] 1935.
- Mujeres ilustres: apuntes biográficos sobre las pintoras Teresa Nicolau Parody y Ana María Mengs. [Madrid, s. n., 1907]
- Semblanzas gaditanas del año 1824. [Cádiz, M. Álvarez, 1910].